# Comité olympique canadien
Pour les articles homonymes, voir COC.
Le Comité olympique canadien — COC (en anglais : Canadian Olympic Committee — COC) est l’organisme privé sans but lucratif qui représente le Canada au sein du Comité international olympique (CIO). Le COC est aussi membre de l’Organisation sportive panaméricaine (OSP).
En tant que pilier du mouvement olympique canadien, le COC collabore avec les fédérations nationales de sport afin de préparer l’équipe canadienne pour les Jeux olympiques, les Jeux olympiques de la jeunesse et les Jeux panaméricains.
Le COC gère aussi une grande variété de programmes culturels et éducatifs faisant la promotion des valeurs olympiques au Canada en plus de sélectionner et de soutenir les villes canadiennes dans leur proposition d’accueil des Jeux olympiques, des Jeux olympiques d’hiver et des Jeux panaméricains. L'organisme supporte également la santé mentale au Canada à travers un partenariat avec Bell Cause pour la cause.
Le COC possède des bureaux à Toronto, en Ontario et à Montréal, au Québec. Il est aussi partenaire fondateur du Réseau des instituts de sport olympique et paralympique (Réseau ISOP), qui comprend les évènements des Centres et des Instituts du sport à travers le Canada. L’objectif est de renforcer et d’harmoniser le système sportif de haute performance au Canada.

## Histoire

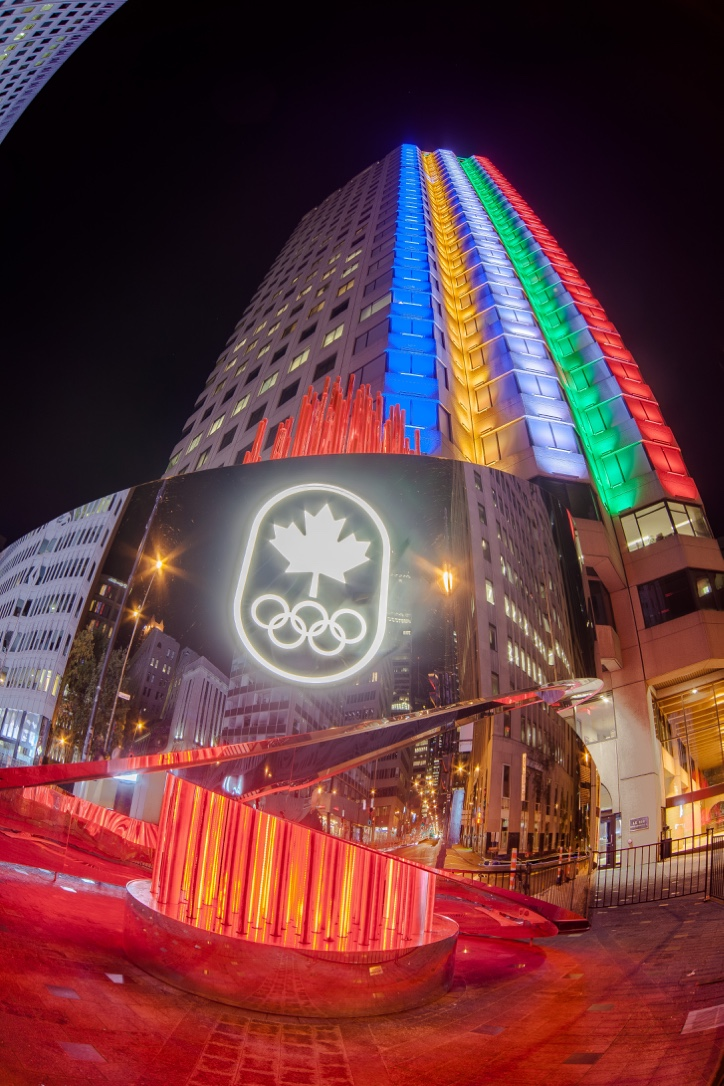
La « Maison olympique du Canada » est située au 500 boulevard René-Lévesque Ouest, à Montréal.

Bien que les athlètes canadiens participent pour la première fois aux Jeux olympiques de Paris en 1900, puis à Saint-Louis en 1904, ce n’est qu’en 1907 que le CIO reconnaît officiellement un Comité national olympique (CNO) au Canada. L’année suivante, le colonel John Hanbury-Williams est nommé président du Comité olympique canadien pour les Jeux olympiques de 1908 à Londres. En 1911, Hanbury-Williams devient le premier membre du CIO au Canada.
Après la création d’un autre comité olympique canadien ayant comme objectif de préparer une équipe pour les Jeux olympiques de 1912 à Stockholm, le CIO émet le souhait de voir des CNO permanents être créés. En 1913, l’Union des athlètes amateurs du Canada (AAUC) crée l’Association olympique canadienne avec James Merrick comme président, un poste qu’il occupe jusqu’en 1921, année où il succède à Hanbury-Williams en tant que membre du CIO.
Rebaptisé en 1921, le Comité olympique canadien devient alors un comité permanent de l’AAUC et, un an plus tard, Patrick J. Mulqueen est élu président, un poste qu’il occupe jusqu’en 1946. En 1937, l’organisme devient l’Association olympique canadienne (ACO), mais demeure au sein de l’AAUC. Ce n’est que lors de la réunion annuelle de l’AAUC en novembre 1949 que l’idée d’une ACO indépendante est mise sur la table, une idée qui se concrétise finalement en janvier 1952.
En avril 2002, l’organisme change à nouveau de nom et devient le Comité olympique canadien, s’harmonisant ainsi avec la plupart des autres CNO en plus de profiter d’un acronyme identique en anglais et en français.
Le 29 mai 2009, le COC et l’Association olympique de la Barbade (BOA) signent un protocole d’entente permettant la coopération entre les deux organismes. Aux termes de l’accord, le président du Comité olympique canadien déclare que «la signature de ce protocole d’entente nous aide à travailler encore plus étroitement avec nos collègues de la Barbade afin d’améliorer le développement sportif des athlètes et des entraîneurs canadiens et barbadiens.»
L’accord porte sur l’engagement des deux comités olympiques nationaux à développer des partenariats plus solides entre les fédérations sportives du Canada et de la Barbade en ayant le développement des athlètes comme point de mire. Cet accord inclut le libre échange des entraîneurs, des officiels, des formateurs, des juges, des experts et des scientifiques pour la participation à des séminaires, des cours et des conseils.[1]
En décembre 2014, le COC s’associe à Egale Canada et à la fondation internationale You Can Play pour annoncer la création d’un programme visant à lutter contre l’homophobie dans le sport en abordant les problématiques reliées à la communauté LGBT dans le cadre de son mandat. [2]

## Équipe Canada

Ancien logo du COC.

La première équipe canadienne officielle participe aux Jeux olympiques de 1908 à Londres. Équipe Canada participe ensuite à toutes les éditions des Jeux olympiques, à l’exception de ceux de Moscou en 1980.
Équipe Canada participe à chaque édition des Jeux olympiques d’hiver, en commençant par les premiers qui ont lieu à Chamonix en 1924.
Équipe Canada a également été présente à chaque édition des Jeux olympiques de la jeunesse, en commençant par les premiers qui ont lieu à Singapour en 2010.
Équipe Canada participe à toutes les éditions des Jeux panaméricains, à l’exception des premiers qui ont lieu à Buenos Aires en 1951 puisqu’à l’époque, les pays du Commonwealth n’avaient pas participé au Congrès panaméricain du sport.

## Liste des présidents
- Tricia Smith 2015–présent
- Marcel Aubut 2010-2015
- Michael A. Chambers 2001-2010
- Bill Warren 1994-2001
- Wayne Hellquist 1994
- Roger Jackson 1982-1990
- Dick Pound 1977-1982
- Harold Madison Wright 1969-1977
- Howard Radford 1968-1969
- James Worrall 1961-1968
- Kenneth P. Farmer 1953-1961
- Andrew Sidney Dawes 1946-1953
- Patrick J. Mulqueen 1922-1946
- James Merrick 1911-1921
- John Hanbury-Williams 1907-1911